# Roger Bart
Roger Bart (nacido el 29 de septiembre de 1962) es un actor y cantante estadounidense que ha ganado el Premio Tony y el Premio del Sindicato de Actores de Cine.

## Primeros años
Bart nació en Norwalk, Connecticut, y creció en Bernardsville, Nueva Jersey. Su tío es el periodista Peter Bart, editor en jefe de Variety de 1989 al 2009.

## Carrera
Hizo su debut en Broadway en Big River, basado en Las aventuras de Huckleberry Finn, como Tom Sawyer en 1987. Créditos de teatro adicionales incluyen interpretar a Jonathan en el musical de Alan Menken y Tim Rice King David, Arlequín en Triumph of Love, Snoopy en You're a Good Man, Charlie Brown (por el que ganó el premio Drama Desk y un Tony), Carmen Ghia y más tarde Leo Bloom en Los productores (obteniendo nominaciones a los premios Tony y Drama Desk) y The Frogs en el Lincoln Center, que le reunió con sus compañeros estrellas de Los productores Nathan Lane y Susan Stroman.
En 1996 y 1997, Bart apareció como Bud Frump en la gira nacional de Estados Unidos de How to Succeed in Business Without Really Trying. en la televisión, Bart interpretó al hijo de George Carlin en The George Carlin Show (1994), y en Bram and Alice (2002) interpretó al asistente de Bram Paul Newman. Bart llegó a ser conocido por los espectadores con su interpretación de George Williams, el farmacéutico asesino enamorado de Bree Van de Kamp (Marcia Cross), en Desperate Housewives, que le valió un premio del SAC.
Bart proporcionó la voz cantante de Hércules en Hércules de Disney, así como la voz de Golfillo en La dama y el vagabundo II. Participó en la versión de 2004 de Las mujeres perfectas con Nicole Kidman, Matthew Broderick, Bette Midler, Christopher Walken y Glenn Close y en Los productores (2005), en el cual él repitió su papel del "ayudante de derecho consuetudinario" Carmen Ghia.
En diciembre de 2006, Bart interpretó a Howard "La Comadreja" Montague en la miniserie de Syfy Habitación perdida. En junio de 2007, actuó como Stuart en Hostel: Part II, la secuela de Hostel de 2006. En 2007 tuvo papeles secundarios en American Gangster y Spy School. En 2008, apareció en Harold & Kumar Escape from Guantanamo Bay, la secuela de Harold & Kumar Go to White Castle de 2004 y The Midnight Meat Train.
Bart también originó el papel principal del Dr. Frederick Frankenstein en la adaptación del musical Young Frankenstein de Mel Brooks, que abrió sus puertas en Broadway en noviembre de 2007, tras una carrera en Seattle. Bart epitió recientemente el papel junto a excompañeros estrellas de Broadway Shuler Hensley y Cory English en la gira nacional de Estados Unidos que inició en septiembre de 2009. Bart terminó su período el 8 de agosto de 2010 y fue sucedido por Christopher Ryan. Bart originalmente interpretó el papel de Igor durante las lecturas en el taller original de la obra.  	
Brad Oscar y Bart repitieron su papel como Max Bialystock y Leo Bloom, respectivamente, en una producción de los productores en el teatro Starlight en Kansas City, Misuri. El show fue del 23 al 29 de agosto de 2010. En 2014 interpretó al Dr. James Hartley en How to Build a Better Boy, una película original de Disney Channel.
En 2015 interpretara a Buddy Ross en la película de 2015, Trumbo. En el año 2015, también interpretó al padre de Chanel #2 en la serie de televisión Scream Queens.